# يوكي كاتو (الفنان)
يوكي كاتو انجراينى (بالإندونيسية: Yuki Kato)‏ ممثلة اندونيسية يابانية ولدت في 2 نيسان 1996. أخذت يوكي كاتو شهرتها بعد البطولة في المسلسل «قرود جميل» (Primata Cantik). بالإضافة إلى كونها الشخصية الرئيسية في الأوبرا سلسلة الصابون القلب وحبي، عملت يوكي مع أحمد رافي و لوديا شينتيا بيلا (بالإنجليزية: Laudya Chintya Bella)‏ في منازل حيث شخصت دور أخت رافي أحمد.
بالإضافة إلى موهبتها في التمثيل، تجيد يوكي الغناء حيث أنها غنت دويتو مع أغنية
OST Irshadi (تفل قصب السكر). عادت يوكي مرة أخرى في عام 2010 حيث لعبت دور البطولة في فيلم بعنوان معنى الصحابة.
وفي عام 2013 أيضا غنت يوكي التتر لأول مرة في فيلم عملية زفاف.

## قائمة أعمالها

### التلفزة
- عملية الزفاف (2013)
- هذا هو الحب (2015)
- رجل البيتزا (2015)
- شمسي (Matahariku)
- حبي (My love)

### في السينما
| السنة | الفيلم            | المخرج |
| ----- | ----------------- | ------ |
| 2008  | Basahhh...        | ناون   |
| 2013  | Operation Wedding | ويندي  |
| 2015  | This is cinta     | راشيل  |

## روابط خارجية
- يوكي كاتو على موقع IMDb (الإنجليزية)
- يوكي كاتو على موقع قاعدة بيانات الفيلم (الإنجليزية)